# Річки (Вараський район)
Річки́ — село у Зарічненській громаді Вараського району Рівненської області України. Населення становить 91 особу (станом на 2001 рік). Село розташоване на південному заході Зарічненського району, за 26,2 кілометра від центру громади.

## Географія
Село Річки лежить за 26,2 км на південний захід від центру громади, фізична відстань до Києва — 341,1 км.

## Населення
Станом на 1989 рік у селі проживали 103 особи, серед них — 51 чоловік і 52 жінки.
За даними перепису населення 2001 року у селі проживали 91 особа. Рідною мовою назвали:
| Мова       | Кількість осіб | Відсоток |
| ---------- | -------------- | -------- |
| українська | 91             | 100,00%  |

Населення станом на 1 січня 2007 року становило 83 особи.[джерело?]